# Хемме
Хемме (нем. Hemme) — община в Германии, в земле Шлезвиг-Гольштейн. 
Входит в состав района Дитмаршен. Подчиняется управлению КЛьГ Лунден.  Население составляет 544 человека (на 31 декабря 2010 года). Занимает площадь 16,53 км².
Коммуна подразделяется на 3 сельских округа.